# Секст Ветулен Цивика Помпеян
Вижте пояснителната страница за други личности с името Секст Ветулен Цивика.
Секст Ветулен Цивика Помпеян (на латински: Sextus Vettulenus Civica Pompeianus) е политик и сенатор на Римската империя през 2 век.

## Биография
Помпеиан е син на Секст Ветулен Цивика Цериал (консул 106 г.). Той е половин брат на Марк Ветулен Цивика Барбар (консул 157 г.).
През 136 г. той е консул заедно с Луций Елий Цезар, който е осиновен от император Адриан.